# Рёнтген, Абрахам
Абрахам Рёнтген (нем. Abraham Roentgen; 30 января 1711, Мюльхайм-на-Рейне — 1 марта 1793, Хернхут, Саксония) — немецкий мастер-мебельщик, отец и учитель знаменитого мастера Давида Рёнтгена (1743—1807). Абрахам Рёнтген заложил традицию работы мебельщиков немецкого происхождения, скрытых или явных протестантов, при французском королевском дворе, среди которых были самые выдающиеся мастера XVIII—XIX веков: Жан-Франсуа Эбен, Жан-Анри Ризенер, Вильгельм Бенеман, Адам Вайсвайлер, Мартен Карлен, Жан-Фердинанд Швердфегер.

## Биография
Рёнтген родился в Мюльхайме-на-Рейне, Северный Рейн-Вестфалия (ныне 9-й округ города Кёльн). Он учился ремеслу краснодеревщика у своего отца. В возрасте двадцати лет отправился в Гаагу, Роттердам и Амстердам, обучаясь в каждом городе у известных мастеров-краснодеревщиков.
До 1738 года Абрахам стажировался в Лондоне, в мастерской Уильяма Гомма (William Gomm), работал в стиле рококо под влиянием знаменитого английского мастера Томаса Чиппендейла. Получил известность благодаря изысканным образцам мебели с декором в технике инкрустации. 18 апреля 1739 года он женился на Сюзанне Мари Бауш из Хернхута. Его сын, Давид Рёнтген, родился 11 августа 1743 года.
В 1753 году семья переехала в моравское поселение Нойвид, недалеко от Кобленца, где Абрахам основал мебельную фабрику. После выхода на пенсию в 1772 году его сын Давид взял на себя управление семейной мастерской и фабрикой. Абрахам Рёнтген скончался в 1793 году в Xернхуте в Саксонии.

## Галерея

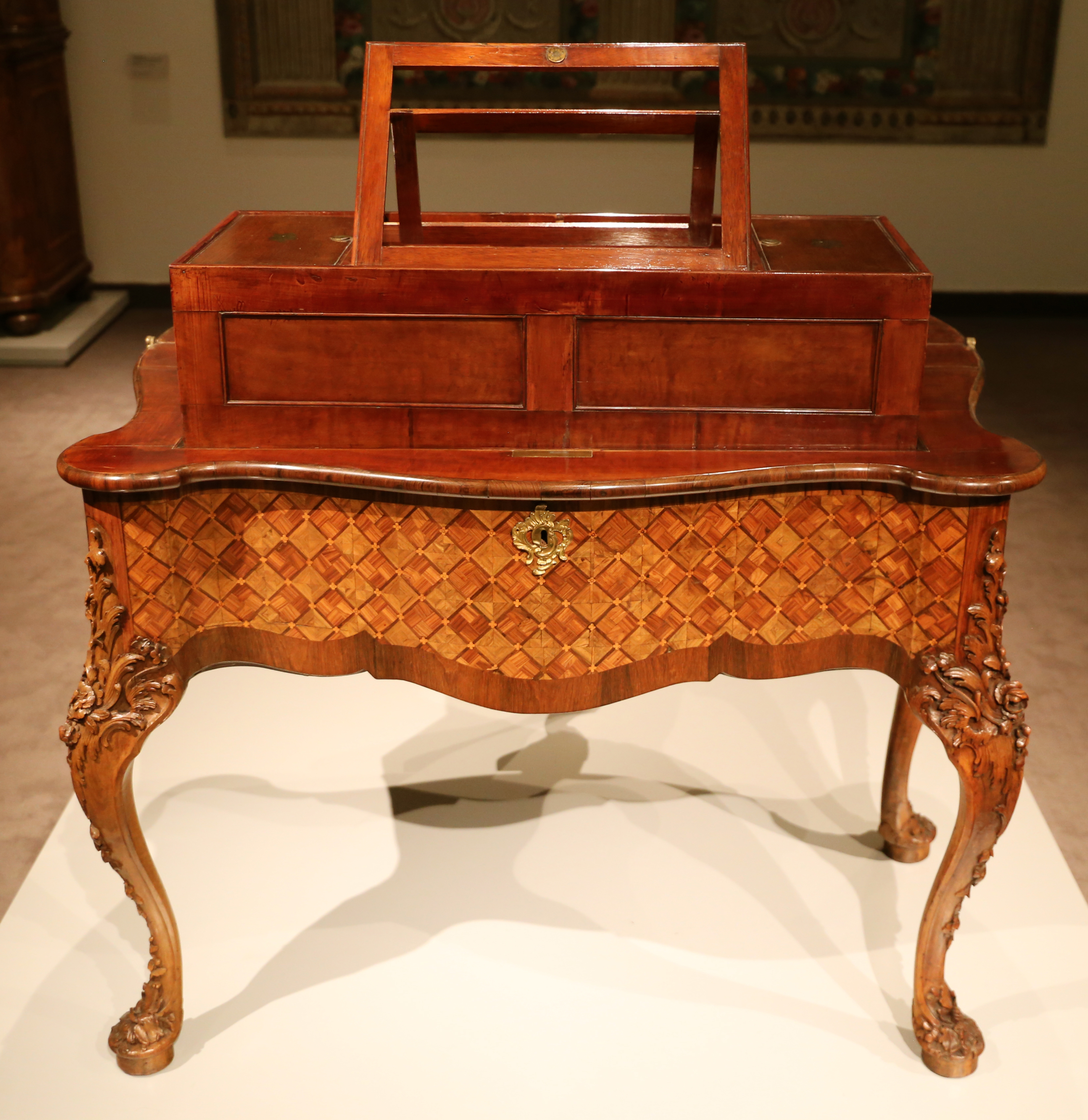
Трансформируемый столик. 1760—1765. Нойвид
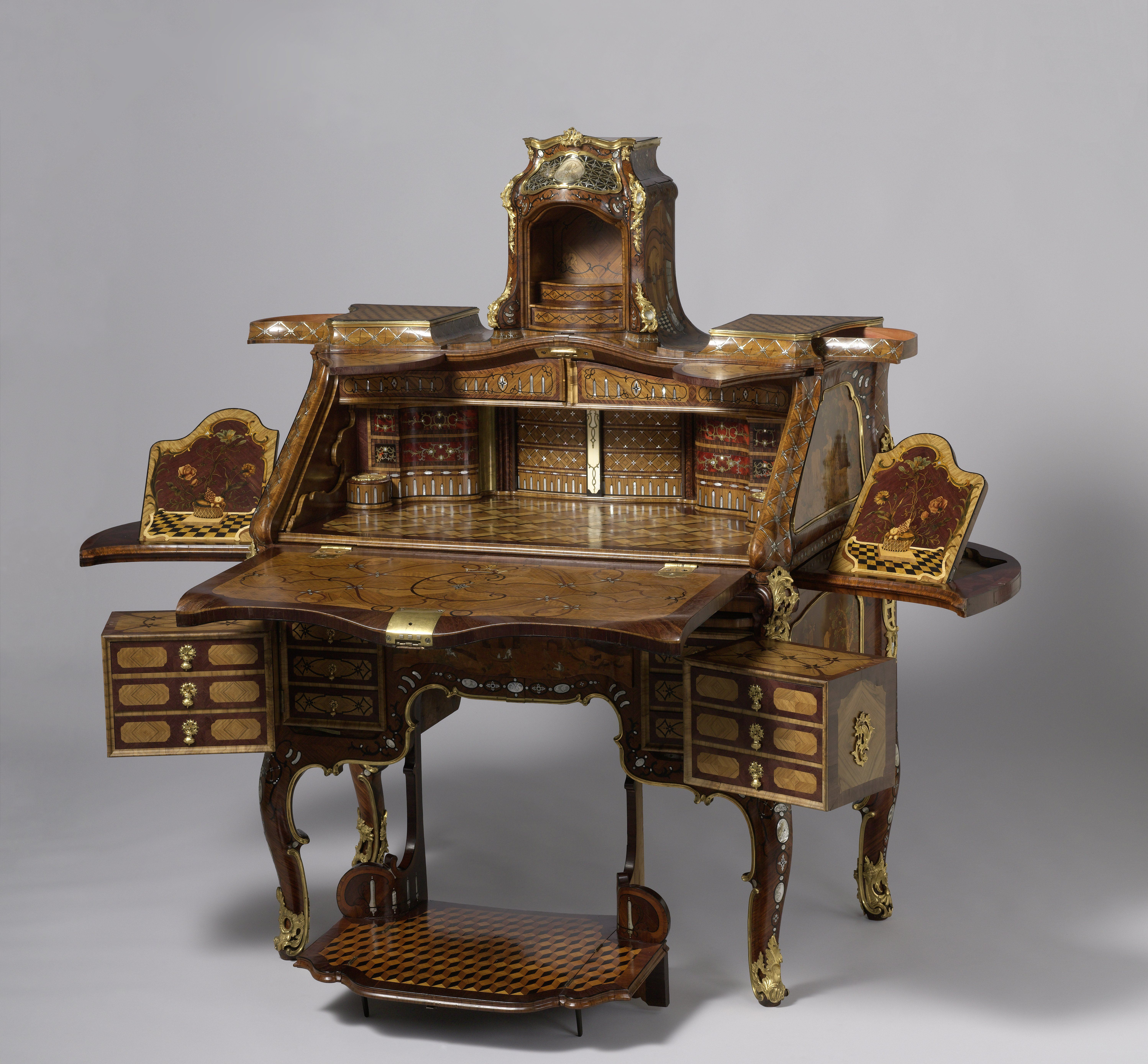
Стол-бюро. 1758—1760. Рейксмюсеум, Амстердам
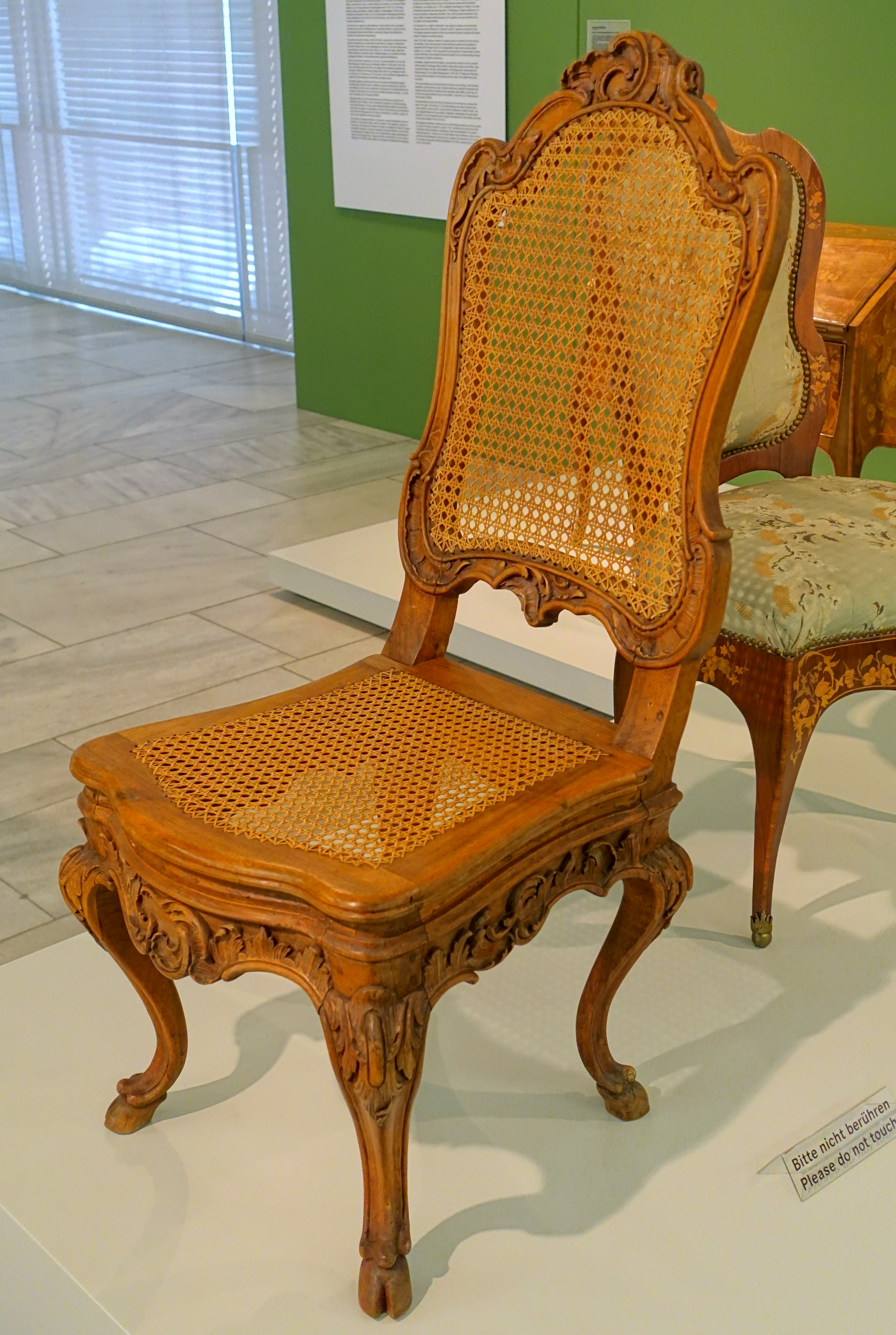
Кресло. Ок. 1755. Нойвид. Немецкий национальный музей, Нюрнберг
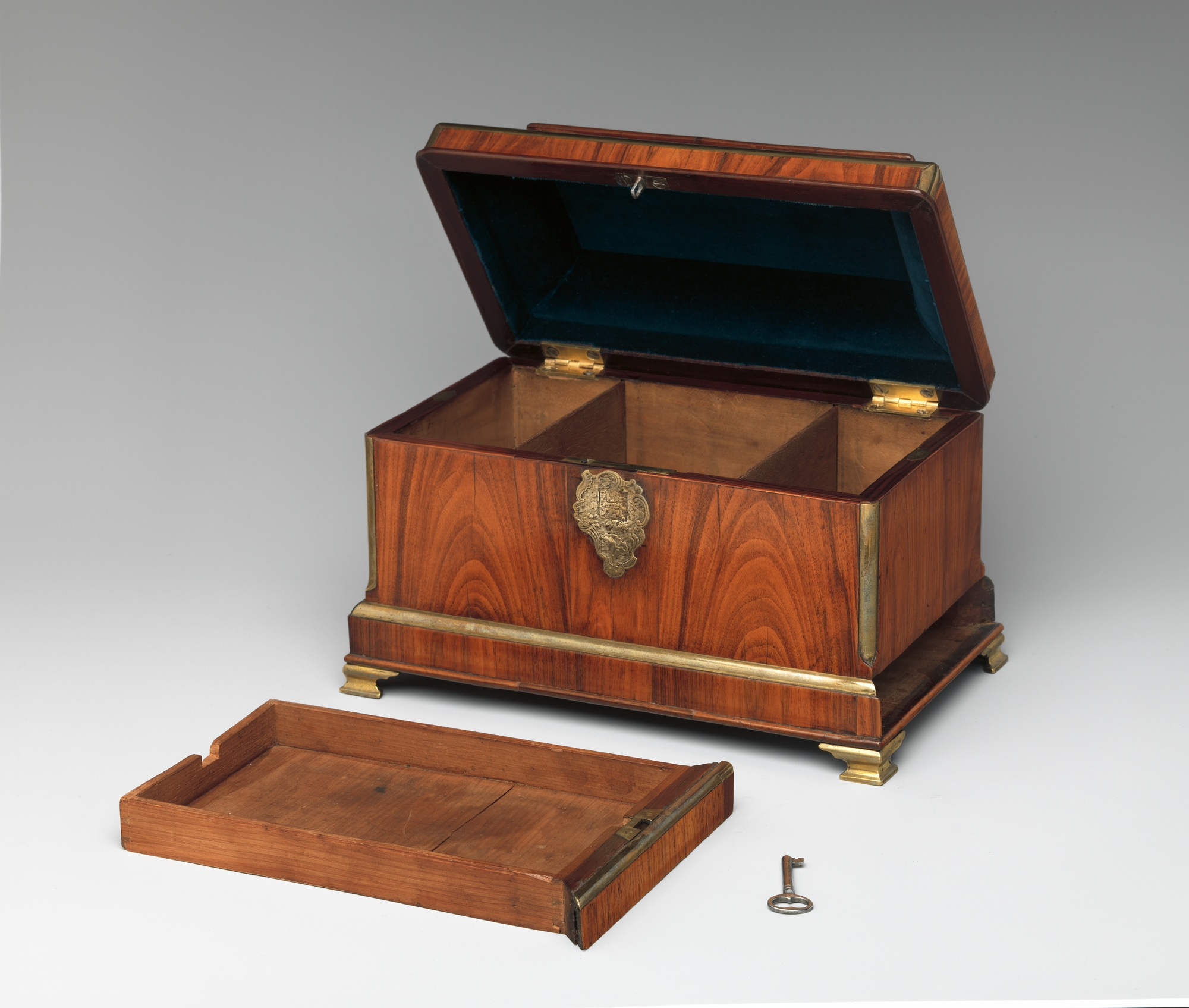
Чайный ящик. 1750–1755. Метрополитен-музей, Нью-Йорк
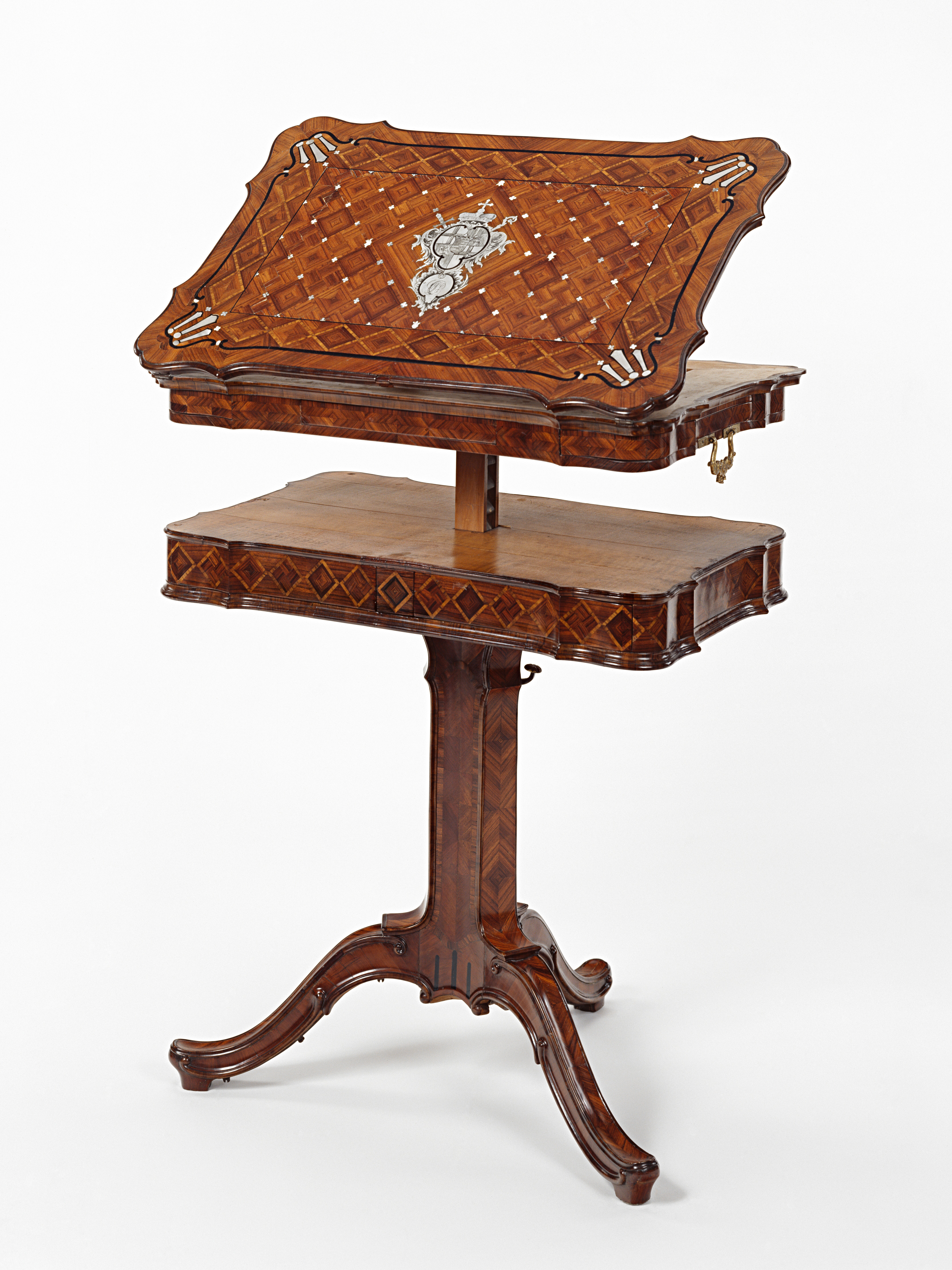
Столик для чтения и письма. Музей Гетти, Калифорния, США
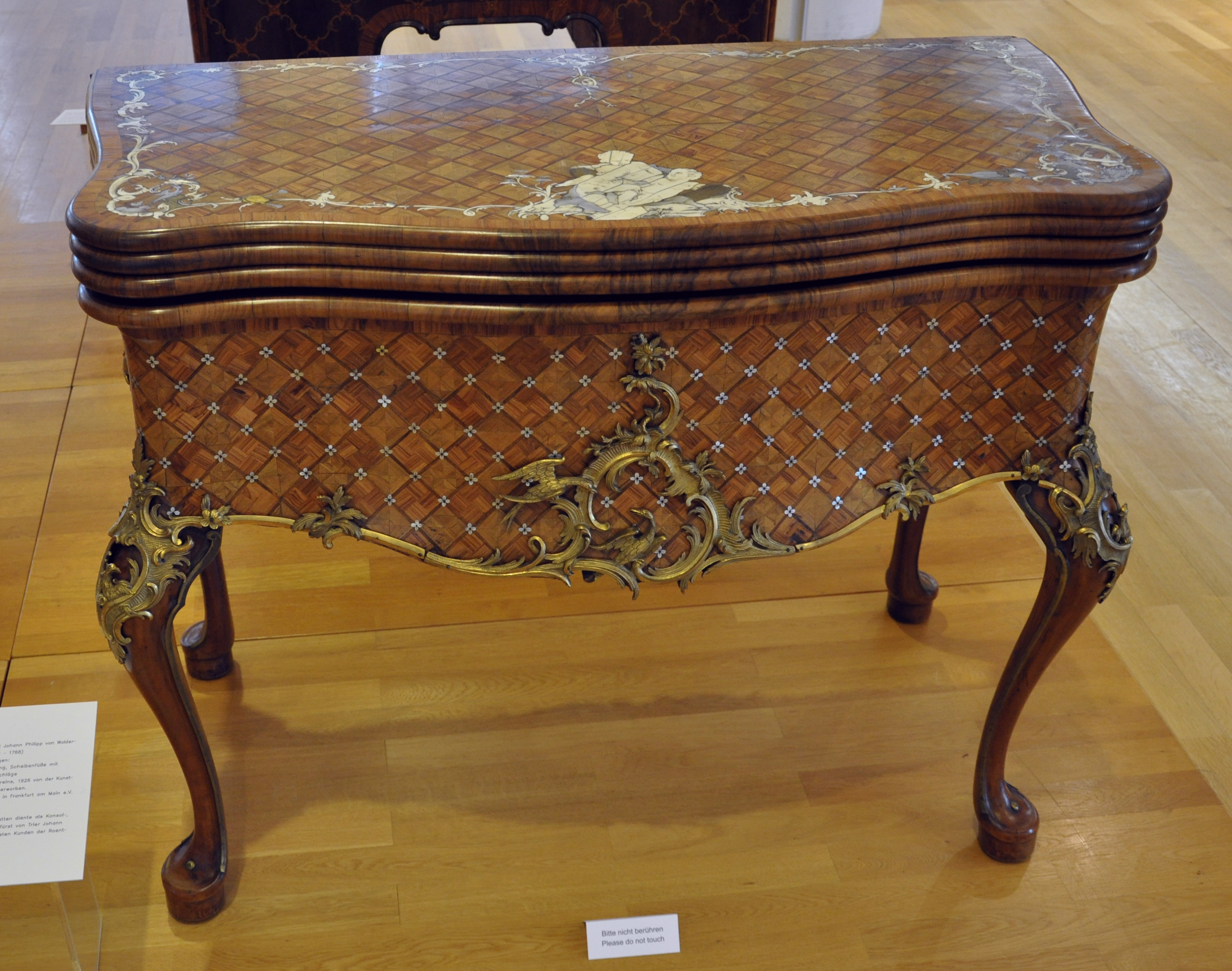
Стол-трансформер (консоль, игровой, музыкальный и письменный стол). Ок. 1760. Нойвид. Музей прикладного искусства, Франкфурт-на-Майне
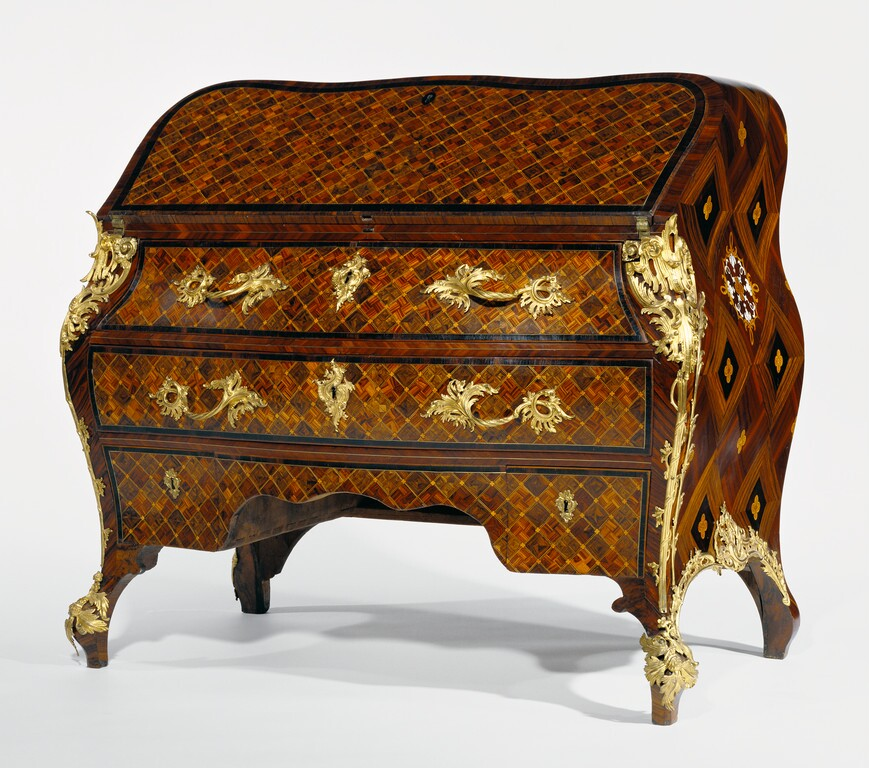
Комод-бюро. Нойвид. Музей Гетти, Калифорния, США